# Carlos Honorato
Carlos Honorato, född den 9 november 1974 i São Paulo, Brasilien, är en brasiliansk judoutövare.
Han tog OS-silver i herrarnas mellanvikt i samband med de olympiska judotävlingarna 2000 i Sydney.